# Милбери, Майк
Майкл Джеймс Ми́лбери (англ. Michael James Milbury, род. 17 июня 1952 года) — американский хоккеист, тренер, менеджер и спортивный комментатор.

## Биография
Милбери учился в Колгейтском университете и играл защитником за местную хоккейную команду. Он не проходил драфта, но попал в систему «Бостон Брюинз» и начал играть за их фарм-клуб в АХЛ «Рочестер Американс». Милбери также вошёл в состав сборной США на кубке Канады 1976 года.
В сезоне 1975-1976 годов Милбери дебютировал в НХЛ в составе «Брюинз» и провёл 11 матчей в плей-офф. В следующих двух сезонах он уже был основным защитником, а команда под руководством другого будущего телекомментатора Дона Черри дважды подряд дошла до финала кубка Стэнли, оба раза проиграв «Монреаль Канадиенс». Игровую карьеру Милбери завершил в 1987 году. За двенадцать сезонов, которые он провёл в «Брюинз», команда только раз не вышла в плей-офф. Милбери был защитником оборонительного плана, предпочитавшим силовой хоккей. Дважды он набирал более 200 штрафных минут за сезон, ещё шесть раз – более ста. Милбери выступал представителем «Брюинз» в Ассоциации игроков национальной хоккейной лиги.
После окончания карьеры Милбери работал тренером команды АХЛ «Мэн Мэринерз». В 1988 году получил приз лучшему тренеру сезона в АХЛ (Луис Эй-Ар Пьери Мемориал Эворд; наряду с Джоном Пэддоком из «Херши Берс»). В 1989 году Милбери был назначен тренером «Бостона». Он дважды выиграл Дивизион Адамса и вывел команду в финал кубка Стэнли 1990 года.
В 1994 году Милбери начал работать телевизионным аналитиком на ESPN. Он вернулся на клубную работу в 1995 году, когда «Нью-Йорк Айлендерс» наняли его генеральным менеджером. Милбери занимал эту должность до 2006 года и несколько раз брал на себя обязанности главного тренера. В первые несколько сезонов «Айлендерс» были в числе аутсайдеров лиги. В 2000 году у команды сменились владельцы, и Милбери получил возможность оперировать крупным бюджетом. Однако финансовые вливания не позволили добиться чего-то большего, чем три выхода в плей-офф с вылетом в первом раунде. Работа Милбери в «Айлендерс» стала притчей во языцех из-за ряда неудачных кадровых решений, как то: обмен Роберто Люонго и Олли Йокинена на Олега Квашу и Марка Пэрриша, выбор под общим первым номером драфта 2000 года вратаря Рика Дипьетро и приобретение в 2001 году Алексея Яшина, за которого «Оттава Сенаторз» получили Здено Хару и второй общий пик драфта 2001 года (Джейсон Спецца) и с которым был подписан огромный контракт на 10 лет стоимостью 87,5 млн долларов. В 2006 году Милбери перешёл на другую должность в холдинге владельца команды Чарльза Вонга.
С 2007 года Милбери работает хоккейным комментатором и аналитиком. В сезоне 2007-2008 годов он комментировал на New England Sports Network, NBC Sports и The Sports Network. С 2008 года он работает в программах NHL on NBC (канал NBC) и Hockey Night in Canada (CBC Sports, с 2014 года – Rogers Communications).

## Статистика выступлений
| 1971-72     | Колгейтский университет | НАСС        | 25  | 0  | 10  | 10  | 50   | —  | — | —  | —  | —   |
| 1972-73     | Колгейтский университет | НАСС        | 23  | 2  | 19  | 21  | 68   |    |   |    |    |     |
| 1973-74     | Колгейтский университет | НАСС        | 28  | 4  | 26  | 30  | 85   |    |   |    |    |     |
| 1973-74     | «Бостон Брейвз»         | АХЛ         | 5   | 0  | 0   | 0   | 7    | —  | — | —  | —  | —   |
| 1974-75     | «Рочестер Американс»    | АХЛ         | 71  | 2  | 15  | 17  | 246  | 8  | 0 | 3  | 3  | 24  |
| 1975-76     | «Рочестер Американс»    | АХЛ         | 73  | 3  | 15  | 18  | 199  | 3  | 0 | 1  | 1  | 13  |
| 1975-76     | «Бостон Брюинз»         | НХЛ         | 3   | 0  | 0   | 0   | 9    | 11 | 0 | 0  | 0  | 29  |
| 1976-77     | «Бостон Брюинз»         | НХЛ         | 77  | 6  | 18  | 24  | 166  | 13 | 2 | 2  | 4  | 47  |
| 1977-78     | «Бостон Брюинз»         | НХЛ         | 80  | 8  | 30  | 38  | 151  | 15 | 1 | 8  | 9  | 27  |
| 1978-79     | «Бостон Брюинз»         | НХЛ         | 74  | 1  | 34  | 35  | 149  | 11 | 1 | 7  | 8  | 7   |
| 1979-80     | «Бостон Брюинз»         | НХЛ         | 72  | 10 | 13  | 23  | 59   | 10 | 0 | 2  | 2  | 50  |
| 1980-81     | «Бостон Брюинз»         | НХЛ         | 77  | 0  | 18  | 18  | 222  | 2  | 0 | 1  | 1  | 10  |
| 1981-82     | «Бостон Брюинз»         | НХЛ         | 51  | 2  | 10  | 22  | 71   | 11 | 0 | 4  | 4  | —6  |
| 1982-83     | «Бостон Брюинз»         | НХЛ         | 78  | 9  | 15  | 24  | 216  | —  | — | —  | —  | —   |
| 1983-84     | «Бостон Брюинз»         | НХЛ         | 74  | 2  | 17  | 19  | 159  | 3  | 0 | 0  | 0  | 12  |
| 1984-85     | «Бостон Брюинз»         | НХЛ         | 78  | 3  | 13  | 16  | 152  | 5  | 0 | 0  | 0  | 10  |
| 1985-86     | «Бостон Брюинз»         | НХЛ         | 22  | 2  | 5   | 7   | 102  | 1  | 0 | 0  | 0  | 17  |
| 1986-87     | «Бостон Брюинз»         | НХЛ         | 68  | 6  | 16  | 22  | 96   | 4  | 0 | 0  | 0  | 4   |
| Итого в АХЛ | Итого в АХЛ             | Итого в АХЛ | 149 | 5  | 30  | 35  | 452  | 11 | 0 | 4  | 4  | 37  |
| Итого в НХЛ | Итого в НХЛ             | Итого в НХЛ | 754 | 49 | 189 | 238 | 1552 | 86 | 4 | 24 | 28 | 219 |